# 燕园 (常熟)
燕园又名燕谷园，为位于江苏省苏州常熟市城区辛峰巷8号的一座江南古典园林，东邻炳灵公庙（灵公殿）。

## 沿革
该园最初由曾任台湾知府的蒋元枢建于清乾隆四十五年（1780），名蒋园。道光九年（1829）由其族侄蒋因培购得，并请常州叠石名家戈裕良以县内虞山黄石叠成假山一座，名燕谷，园因之易名燕园。道光二十七年（1847）被归令瑜购得，光绪间重归蒋元枢玄孙蒋鸿逵，光绪三十四年（1908）又归曾任外务部郎中的张鸿，易名张园。1949年后先后由常熟县公安局、文化馆和皮革厂等使用，1984-1985年修复后对外开放，2007年再次修缮并东扩。
燕园现状占地面积约3520平方米，规模不大但布局紧凑、曲折得宜，其园门位于西南隅，园内总体上以廊宇和垣墙分为三部分，南部以东南隅的荷池和湖石假山（七十二石猴）为中心，环以童初仙馆、三婵娟室和梦青莲花庵等建筑；中部黄石假山燕谷东西横亘，周围建赏诗阁、天际归舟舫和伫秋簃（半亭）等；北部为主要厅堂五芝堂以及冬荣老屋、一瓻阁、十愿楼等附属建筑。
园内的黄石假山燕谷由谷、洞、桥和绝壁等组成，体现了戈裕良以“环桥法”（拱券结构）作溪谷洞窟的特点，为已知戈裕良的叠山作品中年代最晚的一处，也是已知戈裕良所造园林和所叠假山中现状保存基本完好的两处之一（另一处为苏州环秀山庄湖石假山）。